# Serra da Neve

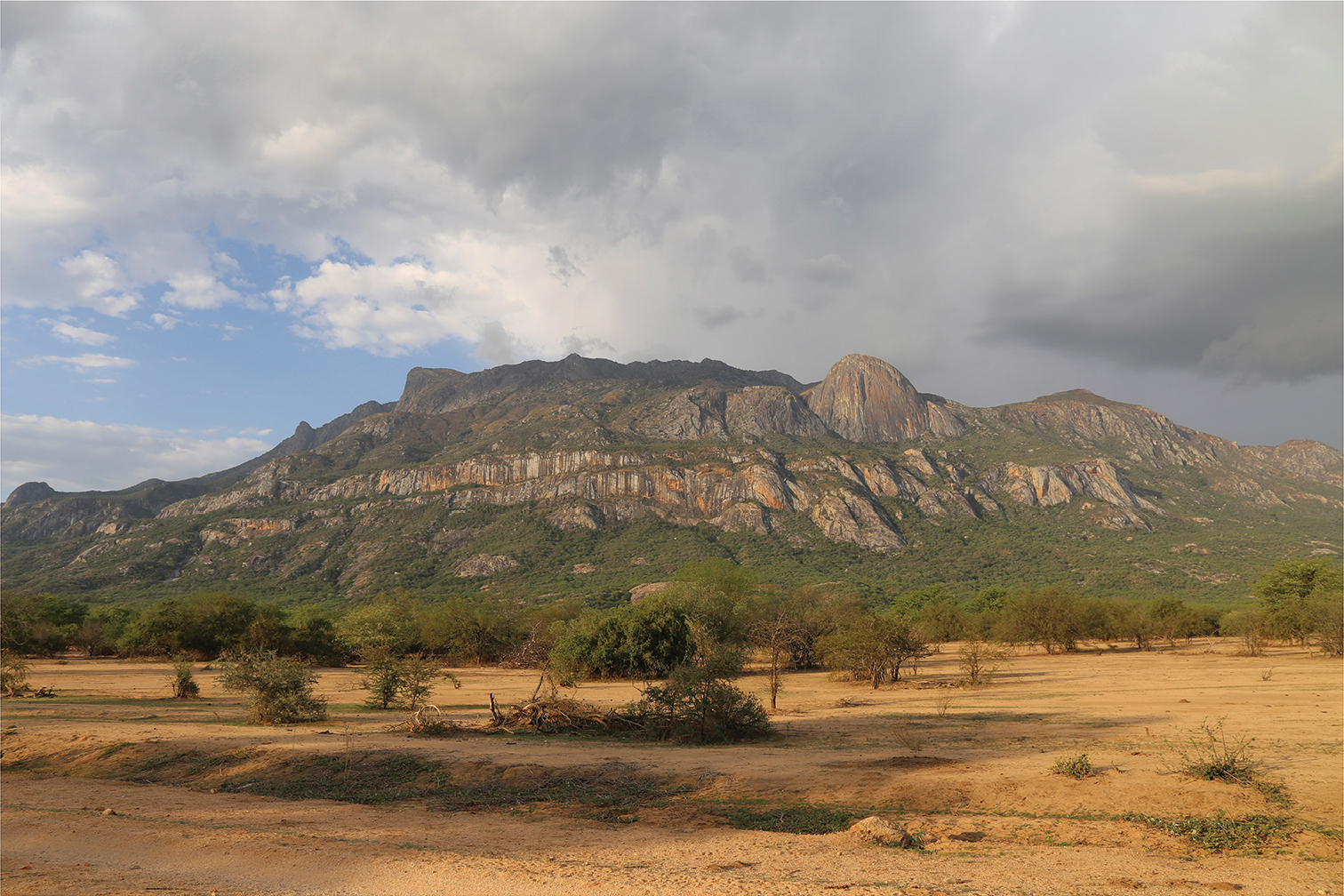
Vista sul da base da Serra da Neve, em 8 de agosto de 2018.

A Serra da Neve é uma cadeia montanhosa localizada na província do Namibe, em Angola.
A Serra da Neve separa as bacias dos rios Coporolo e Bentiaba.